# Beddomixalus bijui
Beddomixalus bijui es una especie (única conocida del género) de anfibios de la familia Rhacophoridae; es endémico de Kerala y Tamil Nadu, en India.